# Gert Prantner
Gert Prantner (* 9. April 1940 in Mailand) ist ein deutscher Hotelier. Von 1973 bis 1989 leitete er das Hotel Vier Jahreszeiten in Hamburg. Danach gründete er die Hotelgesellschaft RIMC Hotels & Resorts Group.

## Leben und Wirken

### Frühe Jahre
Gert Prantner wurde 1940 in Mailand geboren. Seine Eltern, die in Brixen, Südtirol, lebten, hatten insgesamt sechs Kinder. 1954 fiel Gert Prantner durch die Lateinprüfung und weigerte sich, diese zu wiederholen, weil er schon zugesagt hatte, im Grandhotel Bristol in Meran einen Ferienjob anzutreten. Auf die Auflehnung seines Sohnes reagierte der Vater mit dessen Hinauswurf. Der Schulabbrecher trat als Sommeraushilfe in die Dienste des Hotels und nahm sich vor, gleich ganz in diesem Gewerbe zu bleiben. Zu seinen Aufgaben als Page gehörte es, die Hochglanz-Prospekte von anderen Hotels auf einem niedrigen Tisch für die Gäste zu ordnen. Er steckte jeweils ein Exemplar ein und bewarb sich in jedem einzelnen der Häuser. So kam er mit der Zeit viel herum: Palace Hotel Cristallo in Cortina d’Ampezzo, Wührers Parkhotel Bellevue in Bad Gastein, Grandhotel Viktoria in Nervi, Seiler’s Hotel Mont Cervin in Zermatt, Hotel Villa Scacciapensieri in Siena, Grandhotel Villa Politi in Syrakus, Grandhotel La Pace in Montecatini Terme, Grandhotel Principe di Piemonte in Sestriere, Hotel Bauer Grünwald in Venedig waren Stationen seiner Lehrzeit. Auch das Excelsior in Rom, das Savoy in London und das Ritz in Paris lernte er kennen. Er selbst sagt, die ersten sieben Jahre seien eine harte Schule gewesen, jedoch die wichtigsten Jahre seines Lebens.

### „Vier Jahreszeiten“
Als er im „Hotel Vier Jahreszeiten“ in München schon einen höherwertigen Posten innehatte, wurde er 1968, 28-jährig, dort vom Inhaber des „Hotels Vier Jahreszeiten“ in Hamburg an der Binnenalster, Fritz Haerlin, auf einen Wechsel an sein Haus angesprochen. Prantner nahm die Aufgabe als Empfangschef und persönlicher Assistent an. 1973 machte ihn Haerlin zum Direktor. Das Haus sollte prosperieren und auf dem Höhepunkt verkauft werden. Prantner bewarb das Hotel im In- und Ausland (auch persönlich als Delegationsmitglied bei Dienstreisen des Ersten Bürgermeisters) und setzte die Rentabilitätssteigerung in Gang.
Haerlin starb 1975. Unter den neuen Eigentümerinnen, der Witwe Agnes Haerlin mit ihren beiden Töchtern, erreichte Prantner das erste Ziel mittels Konkurrenzanalyse, besonderen Konditionen für internationale Geschäftsreisende, absoluter Perfektion im Service sowie mit familiärer Atmosphäre. Von rund zwölf Millionen D-Mark Umsatz 1975 verdreifachte er diesen bis 1989 auf 35 Millionen.
Verdienste erwarb er sich ferner, indem er mehrere Ausbildungsinstitute für die Tourismusbranche aus der Taufe hob, wie beispielsweise das ITMC (International Tourism Management and Consulting) in Santiago de Chile oder die „Moschotel Hotel School“ in Russland.
1985 wählten 250 Hoteliers aus aller Welt das Hamburger „Vier Jahreszeiten“ zum weltbesten Hotel. Die Person Gert Prantner erfreute sich ebenfalls großer Beliebtheit, was darauf zurückzuführen war, dass er immer zu allen gleich höflich und respektvoll war, ob Lieferant, Mitarbeiter, Gast oder Branchenkollege. Von seiner Frau erhielt er jede erdenkliche Unterstützung bei seinem beruflichen Werdegang, selbst wenn dies auf Kosten des Familienlebens geschah – 1966 bzw. 1969 waren seine beiden Kinder geboren worden.

### „RIMC Hotels & Resorts Group“ und „Prantner & Cie GmbH“
1989 erfolgte der Verkauf an einen Japaner für 215 Millionen D-Mark. Prantner fungierte die ersten drei Jahre noch als selbstständiger Berater für den neuen Eigentümer.
Mit der Gründung des Hotelmanagementunternehmens RIMC 1990 zusammen mit seinem Partner Marek N. Riegger erfüllte sich Prantner den lang gehegten Wunsch nach Selbstständigkeit, den er zugunsten einer geordneten Übergabe des „Vier Jahreszeiten“ hintangestellt hatte. Die RIMC Hotels & Resorts Group berät weltweit Investoren beim Kauf, Bau und über Nutzungsmöglichkeiten von Hotelimmobilien und betreibt rund drei Dutzend eigene Hotels in acht Ländern. Die Zahl der akquirierten Hotelprojekte belief sich in Prantners aktiver Zeit auf rund 200 im In- und Ausland. Das Unternehmen arbeitete seinerzeit mit zehn Franchisepartnern zusammen.
Am 5. November 2018 wurde Gert Prantner im Rahmen der 21. „Busche Gala“ der auf Touristik, Hotellerie und Gastronomie spezialisierten Busche Verlagsgesellschaft in der Berliner Staatsoper Unter den Linden für sein Lebenswerk ausgezeichnet.
Um das gewachsene Unternehmen langfristig personenunabhängig und generationsübergreifend zu sichern, erfolgte 2019 eine von langer Hand geplante Umstrukturierung. So konnte sich Prantner anlässlich seines 80. Geburtstages 2020 aus dem aktiven Geschäft der RIMC Hotels & Resorts Group zurückziehen. Seinem Wesen nach umtriebig, bleibt er als einer von vier Gesellschaftern der Prantner & Cie GmbH, die sich hauptsächlich mit der Immobilien- und Projektentwicklung von Hotel- und Miximmobilien beschäftigt, der Branche treu.
Gert Prantner ist Ehrenpräsident der deutschen Sektion der Amicale Internationale des Sous Directeurs et Chefs de Réception des Grand Hôtels (A.I.C.R.). Außerdem trägt er seit 1992 den Ehrentitel „Alster-Schleusenwärter“, der sinnbildlich für Weltoffenheit und Hamburger Imagepflege steht.